# Avatar (franquicia)
Avatar es una franquicia de medios estadounidense creada por James Cameron, que consiste en una serie planificada de películas épicas de ciencia ficción producidas por Lightstorm Entertainment y distribuidas por 20th Century Studios, así como productos relacionados, videojuegos y atracciones de parques temáticos. La franquicia Avatar es una de las franquicias más caras jamás emprendidas, con el presupuesto combinado de la primera película y sus cuatro secuelas estimado en mil millones de dólares. La franquicia ha recaudado más de 4800 millones de dólares en todo el mundo; es la decimotercera serie de películas más taquilleras de todos los tiempos.
La primera entrega, Avatar, se estrenó el 18 de diciembre de 2009 y es la película más taquillera de todos los tiempos. La segunda entrega, The Way of Water, se estrenó el 16 de diciembre de 2022. La serie de secuelas planeada fue anunciada por 20th Century Fox el 11 de diciembre de 2009, una semana antes del estreno de Avatar en los cines. 20th Century Fox confirmó la serie el 15 de enero de 2010. 
Al igual que la película original, las cuatro secuelas tienen tramas independientes «totalmente encapsuladas» que «llegan a sus propias conclusiones». Las cuatro películas tienen una metanarrativa global que las conecta para crear una gran saga interconectada. Cameron describió las secuelas como «una extensión natural de todos los temas, los personajes y el trasfondo espiritual» de la primera película.

## Películas
| Nombre                   | Fecha de estreno en Estados Unidos | Director      | Escritor                                   | Escritor                                                                   | Productor                  | Estatus       |
| Nombre                   | Fecha de estreno en Estados Unidos | Director      | Guion                                      | Historia                                                                   | Productor                  | Estatus       |
| ------------------------ | ---------------------------------- | ------------- | ------------------------------------------ | -------------------------------------------------------------------------- | -------------------------- | ------------- |
| Avatar                   | 18 de diciembre de 2009            | James Cameron | James Cameron                              | James Cameron                                                              | James Cameron y Jon Landau | Estrenada     |
| Avatar: The Way of Water | 16 de diciembre de 2022            | James Cameron | James Cameron & Rick Jaffa & Amanda Silver | James Cameron & Rick Jaffa & Amanda Silver & Josh Friedman & Shane Salerno | James Cameron y Jon Landau | Estrenada     |
| Avatar: Fire and Ash     | 19 de diciembre de 2025            | James Cameron | James Cameron & Rick Jaffa & Amanda Silver | James Cameron & Rick Jaffa & Amanda Silver & Josh Friedman & Shane Salerno | James Cameron y Jon Landau | Posproducción |
| Avatar 4                 | 21 de diciembre de 2029            | James Cameron | James Cameron & Josh Friedman              | James Cameron & Rick Jaffa & Amanda Silver & Josh Friedman & Shane Salerno | James Cameron y Jon Landau | Rodaje        |
| Avatar 5                 | 19 de diciembre de 2031            | James Cameron | James Cameron & Shane Salerno              | James Cameron & Rick Jaffa & Amanda Silver & Josh Friedman & Shane Salerno | James Cameron y Jon Landau | Preproducción |

### Avatar(2009)
La historia se centra en un conflicto épico en Pandora, la luna habitable de Polifemo, uno de los tres gigantes gaseosos que orbitan Alfa Centauri A. En Pandora, los colonos humanos y los na'vi, los indígenas humanoides nativos, entran una guerra por los recursos de la luna y por la supervivencia de estos últimos. El título de la película hace referencia a los cuerpos humanoides Na'vi controlados a distancia y modificados genéticamente que utilizan los personajes humanos de la película para interactuar con los nativos.

### Avatar: The Way of Water(2022)
Ambientada más de una década después de los acontecimientos de la primera película, The Way of Water se centra en el regreso de la RDA, lo que lleva a la familia de Jake a explorar las regiones acuáticas de Pandora en un esfuerzo por mantenerse a salvo unos a otros y hacer frente a una amenaza familiar. Cameron declaró en una entrevista que, mientras la primera película giraba en torno al «asombro y la maravilla» de la vida marina, la secuela se centra más en los personajes. La película estaba prevista inicialmente para un estreno en diciembre de 2014, pero se retrasó varias veces y se estrenó el 16 de diciembre de 2022. La filmación comenzó el 25 de septiembre de 2017 y terminó el 28 de septiembre de 2020, para finalmente estrenarse el 16 de diciembre de 2022.

### Avatar: Fire and Ash(2025)
Una tercera película está prevista para el 19 de diciembre de 2025. Las entrevistas realizadas a mediados de 2010 sugerían que la tercera entrega exploraría más el Sistema de Alfa Centauri, pero recientemente se ha dicho que podría explorar el mundo de Pandora al mostrarnos a una comunidad o clan Na'vi que vive cerca de los volcanes y que serían los antagonistas de la película, el guion no se completó hasta finales de 2015. La filmación comenzó el 25 de septiembre de 2017 y terminó en diciembre de 2020.

### Avatar 4(2029)
Una cuarta película está prevista para el 21 de diciembre de 2029. Jon Landau dijo que, debido a un salto temporal de seis años en el primer acto, ya se ha rodado un tercio de Avatar 4 para tener en cuenta el envejecimiento de los niños actores, y se anunció en la D23 Expo el 9 de septiembre de 2022 que la fotografía principal había comenzado oficialmente para Avatar 4.

### Avatar 5(2031)
Se ha anunciado una quinta película y está programada para el 19 de diciembre de 2031. Jon Landau ha declarado que Avatar 5 tendrá lugar en la Tierra, con Neytiri en el planeta y mostrarnos como descubre que los humanos no son tan malos.

### Futuro
En 2022, Cameron indicó que tiene planes para una sexta y séptima película y las haría si hay demanda por ellas.

## Reparto y personajes
| Personaje               | Películas          | Películas                | Películas            | Películas           | Películas       | Videojuego         |  |
| Personaje               | Avatar             | Avatar: The Way of Water | Avatar: Fire and Ash | Avatar 4            | Avatar 5        | Avatar: The Game   |  |
| ----------------------- | ------------------ | ------------------------ | -------------------- | ------------------- | --------------- | ------------------ |  |
| Personaje               | 2009               | 2022                     | 2025                 | 2029                | 2031            | 2009               |  |
| Jake Sully              | Sam Worthington    | Sam Worthington          | Sam Worthington      | Sam Worthington     | Sam Worthington |                    |  |
| Neytiri                 | Zoe Saldaña        | Zoe Saldaña              | Zoe Saldaña          | Zoe Saldaña         | Zoe Saldaña     |                    |  |
| Colonel Miles Quaritch  | Stephen Lang       | Stephen Lang             | Stephen Lang         | Stephen Lang        | Stephen Lang    | Stephen Lang       |  |
| Parker Selfridge        | Giovanni Ribisi    | Giovanni Ribisi          | Giovanni Ribisi      | Giovanni Ribisi     | Giovanni Ribisi | Giovanni Ribisi    |  |
| Dr. Norm Spellman       | Joel David Moore   | Joel David Moore         | Joel David Moore     |                     |                 |                    |  |
| Dr. Max Patel           | Dileep Rao         | Dileep Rao               | Dileep Rao           |                     |                 |                    |  |
| Cabo Lyle Wainfleet     | Matt Gerald        | Matt Gerald              | Matt Gerald          |                     |                 |                    |  |
| Mo'at                   | CCH Pounder        | CCH Pounder              | CCH Pounder          |                     |                 |                    |  |
| Dr. Grace Augustine     | Sigourney Weaver   | Sigourney Weaver         | Sigourney Weaver     | Sigourney Weaver    |                 |                    |  |
| Trudy Chacón            | Michelle Rodriguez |                          |                      |                     |                 | Michelle Rodriguez |  |
| Eytukan                 | Wes Studi          |                          |                      |                     |                 |                    |  |
| Tsu'tey                 | Laz Alonso         |                          |                      |                     |                 |                    |  |
| Kiri                    |                    | Sigourney Weaver         | Sigourney Weaver     |                     |                 |                    |  |
| Ronal                   |                    | Kate Winslet             | Kate Winslet         |                     |                 |                    |  |
| Tonowari                |                    | Cliff Curtis             | Cliff Curtis         |                     |                 |                    |  |
| General Frances Ardmore |                    | Edie Falco               | Edie Falco           |                     |                 |                    |  |
| Capitán Mick Scoresby   |                    | Brendan Cowell           | Brendan Cowell       |                     |                 |                    |  |
| Dr. Ian Garvin          |                    | Jemaine Clement          | Jemaine Clement      |                     |                 |                    |  |
| Miles «Spider» Socorro  |                    | Jack Champion            | Jack Champion        | Jack Champion       |                 |                    |  |
| Neteyam                 |                    | James Flatters           |                      |                     |                 |                    |  |
| Lo'ak                   |                    | Britain Dalton           | Britain Dalton       | Britain Dalton      |                 |                    |  |
| Lo'ak                   | Chloe Coleman      |                          | Britain Dalton       | Britain Dalton      |                 |                    |  |
| Tuktirey «Tuk»          |                    | Trinity Jo-Li Bliss      | Trinity Jo-Li Bliss  | Trinity Jo-Li Bliss |                 |                    |  |
| Tsireya «Reya»          |                    | Bailey Bass              | Bailey Bass          | Bailey Bass         |                 |                    |  |
| Aonung                  |                    | Filip Geljo              |                      |                     |                 |                    |  |
| Rotxo                   |                    | Duane Evans Jr.          |                      |                     |                 |                    |  |
| Metkayina Interpreter   |                    | CJ Jones                 |                      |                     |                 |                    |  |
| Dr. Karina Mogue        |                    |                          | Michelle Yeoh        | Michelle Yeoh       | Michelle Yeoh   |                    |  |
| Varang                  |                    |                          | Oona Chaplin         | Oona Chaplin        | Oona Chaplin    |                    |  |
|                         |                    |                          | David Thewlis        |                     |                 |                    |  |

## Detalles de la producción
| Película                 | Compositor     | Director de fotografía | Editores                                               | Empresas de producción                                              | Distribuidor                                               | Duración                                  |
| ------------------------ | -------------- | ---------------------- | ------------------------------------------------------ | ------------------------------------------------------------------- | ---------------------------------------------------------- | ----------------------------------------- |
| Avatar                   | James Horner   | Mauro Fiore            | Stephen Rivkin John Refoua James Cameron               | Lightstorm Entertainment Dune Entertainment Ingenious Film Partners | 20th Century Fox                                           | 162 min. (theatrical) 178 min. (extended) |
| Avatar: The Way of Water | Simon Franglen | Russell Carpenter      | Stephen Rivkin David Brenner John Refoua James Cameron | Lightstorm Entertainment TSG Entertainment                          | 20th Century Studios (Walt Disney Studios Motion Pictures) | 192 min.                                  |
| Avatar: Fire and Ash     | Simon Franglen | Russell Carpenter      | Stephen Rivkin David Brenner John Refoua James Cameron | Lightstorm Entertainment TSG Entertainment                          | 20th Century Studios (Walt Disney Studios Motion Pictures) |                                           |
| Avatar 4                 | Simon Franglen |                        |                                                        | Lightstorm Entertainment TSG Entertainment                          | 20th Century Studios (Walt Disney Studios Motion Pictures) |                                           |
| Avatar 5                 | Simon Franglen |                        |                                                        | Lightstorm Entertainment TSG Entertainment                          | 20th Century Studios (Walt Disney Studios Motion Pictures) |                                           |

## Recepción

### Resultados de taquilla
La primera película recaudó 2920 millones de dólares en todo el mundo y es la más taquillera de la historia. La segunda, The Way of Water, ha recaudado 2020 millones de dólares en todo el mundo y es actualmente la sexta película más taquillera. Se espera que la tercera, cuarta y quinta películas de la serie tengan un presupuesto de 250 millones de dólares.
| Película                 | Fecha de estreno        | Ingresos en taquilla | Ingresos en taquilla | Ingresos en taquilla | Clasificación de la taquilla | Clasificación de la taquilla | Presupuesto         | Ref.                 |
| Película                 | Fecha de estreno        | Norteamérica         | Demás países         | Todo el mundo        | Norteamérica                 | Todo el mundo                | Presupuesto         | Ref.                 |
| ------------------------ | ----------------------- | -------------------- | -------------------- | -------------------- | ---------------------------- | ---------------------------- | ------------------- | -------------------- |
| Avatar                   | 18 de diciembre de 2009 | $785 221 649         | $2 137 696 265       | $2 922 917 914       | 4                            | 1                            | $237 millones       | [ 17 ] [ 18 ]        |
| Avatar: The Way of Water | 16 de diciembre de 2022 | $598 276 353         | $1 374 400 000       | $1 972 676 353       | 13                           | 6                            | $350–460 millones   | [ 19 ] [ 20 ] [ 21 ] |
| Avatar: Fire and Ash     | 19 de diciembre de 2025 |                      |                      |                      |                              |                              | $250 million        | [ 22 ]               |
| Avatar 4                 | 21 de diciembre de 2029 |                      |                      |                      |                              |                              | $250 million        | [ 22 ]               |
| Avatar 5                 | 19 de diciembre de 2031 |                      |                      |                      |                              |                              | $250 million        | [ 22 ]               |
| Total                    | Total                   | $1 383 498 002       | $3 512 096 265       | $4 895 594 267       | 21                           | 13                           | $1337–1447 millones |                      |

### Respuesta crítica y pública
| Película                 | Crítica           | Crítica         | Público     | Público  |
| Película                 | Rotten Tomatoes   | Metacritic      | CinemaScore | PostTrak |
| ------------------------ | ----------------- | --------------- | ----------- | -------- |
| Avatar                   | 81% (338 reseñas) | 83 (38 reseñas) | A           |          |
| Avatar: The Way of Water | 76% (453 reseñas) | 67 (68 reseñas) | A           | 91%      |

### Premios
La primera película de Avatar ganó los premios de la Academia en Dirección Artística, Fotografía y Efectos Visuales, además de ser nominada en las categorías de Película, Director, Montaje, Banda sonora, Edición de sonido y Mezcla de Sonido.

## Música
La banda sonora de la primera película Avatar: Music from the Motion Picture fue compuesta por James Horner y publicada el 15 de diciembre de 2009 por Atlantic Records y Fox Music; mientras que la de la segunda Avatar: The Way of Water la compuso Simon Franglen y se lanzó el 15 de diciembre de 2022, por Hollywood Records.

### Sencillos
- «I See You (Theme from Avatar)»
- «Nothing Is Lost (You Give Me Strength)»

## Otros medios

### Videojuegos
| Videojuego                                                                                 | Información |
| ------------------------------------------------------------------------------------------ | --- |
| - Avatar: The Game - Fecha(s) de lanzamiento original(es): - WW: 1 de diciembre de 2009    | Años de lanzamiento por sistema: 2009 – Microsoft Windows, Nintendo DS, PlayStation 3, PlayStation Portable, Wii, Xbox 360, iPhone 2010 – iPad, Android |
| - Avatar: The Game - Fecha(s) de lanzamiento original(es): - WW: 1 de diciembre de 2009    | Notas: - Actúa como una precuela de la película, presenta a Sigourney Weaver, Stephen Lang, Michelle Rodríguez y Giovanni Ribisi retomando sus papeles de la película. - Blindlight se encargó del casting y la producción de voz de Avatar: The Game. - Juego de acción y aventuras en tercera persona |
| - Avatar Pandora Rising - Fecha(s) de lanzamiento original(es): - EUA: 22 de enero de 2020 | Años de lanzamiento por sistema: 2020 – iOS, Android |
| - Avatar Pandora Rising - Fecha(s) de lanzamiento original(es): - EUA: 22 de enero de 2020 | Notas: - Desarrollado por Scopely - El juego se lanzó en fase beta, pero nunca llegó a publicarse en su totalidad. - Juego de estrategia en tiempo real - El 11 de febrero de 2022 Scopely anunció que el juego cesaría su producción y que los servidores se cerrarían el 4 de abril de 2022.          |
| - Avatar: Reckoning - Fecha(s) de lanzamiento original(es): - WW:2023                      | Años de lanzamiento por sistema: 2023 – iOS, Android |
| - Avatar: Reckoning - Fecha(s) de lanzamiento original(es): - WW:2023                      | Notas: - Desarrollado por Archosaur Games - Publicado por Level Infinite - MMO RPG shooter para móvil |
| - Avatar: Frontiers of Pandora - Fecha(s) de lanzamiento original(es): - WW: 2023/2024     | Años de lanzamiento por sistema: 2023/2024 – Microsoft Windows, PlayStation 5, Xbox Series X/S, y Amazon Luna. |
| - Avatar: Frontiers of Pandora - Fecha(s) de lanzamiento original(es): - WW: 2023/2024     | Notas: - Desarrollado por Massive Entertainment y publicado por Ubisoft - Videojuego de acción y aventura en mundo abierto |

### Novelas
Tras el estreno de Avatar, Cameron planeó inicialmente escribir una novela basada en la película, «contando la historia de la película, pero [profundizando] mucho más en todas las historias que no tuvimos tiempo de tratar...».
En 2013, este plan fue reemplazado por el anuncio de cuatro nuevas novelas ambientadas en el «universo expandido de Avatar», escritas por Steven Gould. Los libros iban a ser publicados por Penguin Random House, aunque desde 2017 no ha habido ninguna actualización sobre la serie de libros prevista.
En julio de 2022 se anunció la primera novela gráfica basada en la franquicia Avatar.
| Título | Fecha de publicación                         | Categoría de edad  | Tipo de medio  | Ref.                               |
| --- | -------------------------------------------- | ------------------ | -------------- | ---------------------------------- |
| Avatar: The High Ground | 6 de diciembre de 2022 - 10 de enero de 2023 | Público en general | Novela gráfica | [ 41 ] [ 42 ] [ 43 ] [ 44 ] [ 45 ] |
| - Basado en el guion original de James Cameron para Avatar: The Way of Water y servirá como precuela de la próxima película. - Escrita por Sherri L. Smith y Augustin Padilla - Ilustrada por Guilherme Balbi, Michael Altiyeh, Wes Dzioba, Michael Angel Ruiz, Diego Galindo, George Quadros, Gabriel Guzman, DC Alonso - Publicado por Dark Horse Comics y Penguin Random House - Serie de tres partes - Volume 1, publicada el 6 de diciembre de 2022 - Volume 2, se lanzará el 10 de enero de 2023 - Volume 3, se lanzará el 10 de enero de 2023 - Durante el proceso de desarrollo de las cuatro secuelas de Avatar, se crearon y discutieron muchas ideas e historias nuevas. Una de esas ideas originales que no se incluyó en las secuelas fue la historia original de James Cameron: «The High Ground». Cameron compartió lo que había escrito con Dark Horse Comics y se adaptó a una novela gráfica. |                                              |                    |                |                                    |

### Libros
The Art of Avatar es un libro de arte de producción cinematográfica lanzado el 30 de noviembre de 2009 por Abrams Books.
The World of Avatar: A Visual Exploration es un libro que celebra, explora y explica el espectacular mundo de Pandora. El libro fue lanzado el 31 de mayo de 2022, por DK Books
The Art of Avatar The Way of Water  echa un vistazo exclusivo entre bastidores a la producción y el proceso creativo de Avatar: The Way of Water de James Cameron. Fue lanzado el 16 de diciembre de 2022 por DK Books.
Avatar The Way of Water The Visual Dictionary es una guía visual que muestra personajes, vehículos, armas, ubicaciones y más de la película, así como muchos detalles exclusivos sorprendentes. Este libro fue lanzado el 16 de diciembre de 2022 por DK Books.

### Libros de historietas
En octubre de 2015, Dark Horse Comics firmó un acuerdo de colaboración de 10 años para publicar cómics de Avatar.
El 6 de mayo de 2017, Dark Horse Comics publicó un one-shot del Free Comic Book Day titulado FCBD 2017: James Cameron's Avatar/Briggs Land, que incluía una historia corta ambientada en el mundo de Avatar titulada «Brothers». De enero a agosto de 2019, Dark Horse publicó una miniserie de seis números titulada Avatar: Tsu'tey's Path. Tsu'tey's Path se recopiló en formato trade paperback el 27 de noviembre de 2019, con «Brothers» incluido como material complementario.
| Título          | No. de emisiones | Emisión No. | Fecha de lanzamiento    | Historia        | Arte                                       | Colores      | Portadas                                |
| --------------- | ---------------- | ----------- | ----------------------- | --------------- | ------------------------------------------ | ------------ | --------------------------------------- |
| «Brothers»      | 1                | FCBD 2017   | 6 de mayo de 2017       | Sherri L. Smith | Doug Wheatley                              | Wes Dzioba   | Dave Wilkins                            |
| Tsu'tey's Path  | 6                | 1           | 16 de enero de 2019     | Sherri L. Smith | Jan Duursema (lapices) Dan Parson (tintas) | Wes Dzioba   | Doug Wheatley Shea Standefer (variants) |
| Tsu'tey's Path  | 6                | 2           | 13 de febrero de 2019   | Sherri L. Smith | Jan Duursema (lapices) Dan Parson (tintas) | Wes Dzioba   | Doug Wheatley Shea Standefer (variants) |
| Tsu'tey's Path  | 6                | 3           | 20 de marzo de 2019     | Sherri L. Smith | Jan Duursema (lapices) Dan Parson (tintas) | Wes Dzioba   | Doug Wheatley Shea Standefer (variants) |
| Tsu'tey's Path  | 6                | 4           | 1 de mayo de 2019       | Sherri L. Smith | Jan Duursema (lapices) Dan Parson (tintas) | Wes Dzioba   | Doug Wheatley Shea Standefer (variants) |
| Tsu'tey's Path  | 6                | 5           | 26 de junio de 2019     | Sherri L. Smith | Jan Duursema (lapices) Dan Parson (tintas) | Wes Dzioba   | Doug Wheatley Shea Standefer (variants) |
| Tsu'tey's Path  | 6                | 6           | 21 de agosto de 2019    | Sherri L. Smith | Jan Duursema (lapices) Dan Parson (tintas) | Wes Dzioba   | Doug Wheatley Shea Standefer (variants) |
| The Next Shadow | 4                | 1           | 6 de enero de 2021      | Jeremy Barlow   | Josh Hood                                  | Wes Dzioba   | Guilherme Balbi with Wes Dzioba         |
| The Next Shadow | 4                | 2           | 3 de febrero de 2021    | Jeremy Barlow   | Josh Hood                                  | Wes Dzioba   | Guilherme Balbi with Wes Dzioba         |
| The Next Shadow | 4                | 3           | 3 de marzo de 2021      | Jeremy Barlow   | Josh Hood                                  | Wes Dzioba   | Guilherme Balbi with Wes Dzioba         |
| The Next Shadow | 4                | 4           | 7 de abril de 2021      | Jeremy Barlow   | Josh Hood                                  | Wes Dzioba   | Guilherme Balbi with Wes Dzioba         |
| Adapt or Die    | 6                | 1           | 4 de mayo de 2022       | Corinna Bechko  | Beni Lobel                                 | Mark Molchan | Wes Dzioba                              |
| Adapt or Die    | 6                | 2           | 1 de junio de 2022      | Corinna Bechko  | Beni Lobel                                 | Mark Molchan | Wes Dzioba                              |
| Adapt or Die    | 6                | 3           | 6 de julio de 2022      | Corinna Bechko  | Beni Lobel                                 | Mark Molchan | Wes Dzioba                              |
| Adapt or Die    | 6                | 4           | 1 de agosto de 2022     | Corinna Bechko  | Beni Lobel                                 | Mark Molchan | Wes Dzioba                              |
| Adapt or Die    | 6                | 5           | 9 de septiembre de 2022 | Corinna Bechko  | Beni Lobel                                 | Mark Molchan | Wes Dzioba                              |
| Adapt or Die    | 6                | 6           | 5 de octubre de 2022    | Corinna Bechko  | Beni Lobel                                 | Mark Molchan | Wes Dzioba                              |

#### Ediciones recopiladas
| Título                  | Fecha de publicación    | ISBN          |
| ----------------------- | ----------------------- | ------------- |
| Avatar: Tsu'tey's Path  | 27 de noviembre de 2019 | 9781506706702 |
| Avatar: The Next Shadow | 11 de agosto de 2021    | 9781506722429 |

### Programa en vivo
Toruk – The First Flight es una producción escénica original del Cirque du Soleil de Montreal que se representó entre diciembre de 2015 y junio de 2019. Inspirada en Avatar, la historia se sitúa en el pasado de Pandora, en torno a una profecía sobre una amenaza para el Árbol de las Almas y una búsqueda de tótems de diferentes tribus. Los espectadores podían descargarse una aplicación para participar en los efectos del espectáculo. El 18 de enero de 2016, se anunció a través de la página de Facebook de Toruk que se había completado el rodaje de la versión en DVD y que se estaba editando.

### Exposición
Avatar The Exhibition es una exposición itinerante basada en la primera película. Se inauguró en Chengdu, China el 1 de mayo de 2021 y se clausuró el 31 de diciembre de 2021. Actualmente está de gira por Asia con futuras paradas planeadas en todo el mundo.

### Zona del parque temático y atracciones
En 2011, Cameron, Lightstorm y Fox firmaron un acuerdo de licencia exclusiva con Walt Disney Company para ofrecer atracciones temáticas de Avatar en los parques y complejos turísticos de Walt Disney de todo el mundo, incluido un terreno temático para Disney's Animal Kingdom en Lake Buena Vista, Florida. La zona, conocida como Pandora – The World of Avatar, abrió sus puertas el 27 de mayo de 2017.
El parque temático está ambientado varias generaciones después de los acontecimientos de las películas y cuenta con dos atracciones: Avatar Flight of Passage, una atracción de simulador de vuelo, y Na'vi River Journey, un paseo oscuro en barco.

## Consideraciones culturales
Algunos grupos indígenas de todo el mundo, entre ellos algunos nativos americanos, han pedido el boicot de la franquicia por la «falta de tono» con la que se trata a las culturas indígenas y la «apropiación cultural». Las dos películas de Avatar han suscitado críticas por incluir a varios actores blancos y no indígenas en los papeles de los nativos alienígenas. Cameron dijo que intentó alejarse de la narrativa del «salvador blanco». La serie de películas fue criticada por «romantizar la colonización» y presentar una imagen monolítica de los pueblos indígenas.
Cameron también se enfrentó a críticas por comentarios realizados tras el estreno de la primera película. En 2010, Cameron y los actores de Avatar apoyaron a los pueblos del Xingu en su oposición a la construcción de la presa de Belo Monte.
En 2012, Cameron dijo que Avatar es un recuento ficticio de la historia de América del Norte y del Sur en el período colonial temprano, «con todo su conflicto y derramamiento de sangre entre los agresores militares de Europa y los pueblos indígenas».